# Правая Пайера
Правая Пайера (устар. Правая Пай-Ёра) — река в Шурышкарском районе Ямало-Ненецкого АО. Устье находится примерно в 100 м по правому берегу реки Бурхойла. Длина реки составляет 16 км.
Менее 1 от устья, по левому берегу, впадает река Пайтывис.

## Данные водного реестра
По данным государственного водного реестра России относится к Нижнеобскому бассейновому округу, водохозяйственный участок реки — Обь от впадения реки Северная Сосьва до города Салехард, речной подбассейн реки — бассейны притоков Оби ниже впадения Северной Сосьвы. Речной бассейн реки — (Нижняя) Обь от впадения Иртыша.